# ميخائيل هوفمان (مخرج)
ميخائيل هوفمان (بالألمانية: Michael Hofmann)‏ هو كاتب سيناريو ومخرج ألماني، ولد في 1961 في فرانكفورت في ألمانيا.

## وصلات خارجية
- مايكل هوفمان على موقع IMDb (الإنجليزية)
- مايكل هوفمان على موقع ألو سيني (الفرنسية)
- مايكل هوفمان على موقع أول موفي (الإنجليزية)
- مايكل هوفمان على موقع ديسكوغز (الإنجليزية)
- مايكل هوفمان على موقع قاعدة بيانات الفيلم (الإنجليزية)
- مايكل هوفمان على موقع كينوبويسك (الروسية)